# Рубикс, Раймонд
Раймонд Рубикс (латыш. Raimonds Rubiks; 9 июня 1963, Рига) — латвийский политик. Депутат Сейма Латвии нескольких созывов.  

## Биография
Раймонд родился в Риге, 9 июня 1963 года. Он был старшим сыном политика Альфреда Рубикса (род. 1935) и его первой супруги Тамары Рубики (ум. 2011). У него есть младший брат Артур (род. 1970), также политик.
Раймонд учился в Рижской 21. средней школе, которую окончил в 1980 году. Высшего образования не имеет. После восстановления независимости Латвии он занялся бизнесом, работая в компании по производству электроники вместе со своим братом Артуром.
С 2001 по 2003 год был директором предприятия по добыче торфа. С 2004 по 2009 годы работал в той же фирме руководителем отдела производства. Затем работал один год в логистическом предприятии, связанным с железной дорогой.
Его политическая карьера началась в 2010 году. Именно в этом году он участвовал в парламентских выборах от списка объединения «Центр согласия», состоя в Социалистической партии Латвии, и был избран депутатом Сейма. В это время его Альфред Рубикс был депутатом Европейского парламента. В 2011 году на внеочередных выборах в Сейм Раймонд вновь был избран депутатом. Также был избран в Сейм в 2014 году.
В исследовании, проведенном Центром журналистских расследований Re:Baltica по активности депутатов 12-го Сейма на трибуне, Раймонд Рубикс был назван одним из самых молчаливых и неактивных депутатов, поскольку за 44 месяца, проведенных в 12-м Сейме, он выступил с трибуны только один раз и ни разу не подготовил доклад ни по одному законопроекту.
В 2018 году он баллотировался на выборах в 13-й Сейм по списку партии «Согласие», но не был избран. На внеочередных выборах в Рижскую думу 2020 года, он был избран по тому же списку. Также баллотировался на выборах 2022 года, но список от «Согласия» не преодолел 5% барьер.
Говорит на русском, латышском и английском языках, а также имеет базовые знания французского языка. 

## Личная жизнь
Был женат дважды. От его первой супруги, имя которой не известно родилась дочь Алина, которая живёт в Великобритании. Второй раз женился на Ирине Рубике. Детей от второго брака нет.
В свободное время Раймонд увлекается хоккеем, а также является капитаном любительской хоккейной команды. Весит 95 кг. Рост 183 сантиметра.